# 阿拉孔
阿拉孔，是西班牙阿拉贡自治区特鲁埃尔省的一个市镇。总面积48平方公里，总人口409人（2001年），人口密度9人/平方公里。